# Gnomidolon elegantulum
Gnomidolon elegantulum es una especie de escarabajo longicornio del género Gnomidolon, categorizada en la tribu Hexoplonini, de la subfamilia Cerambycinae. Fue descrita por Lameere en 1884.

## Descripción
Mide 6,6-10,7 mm de longitud.

## Distribución
Se distribuye por Argentina, Brasil y Paraguay.